# Viktor Bajec
Viktor Bajec, slovenski agronom, * 12. februar 1909, Brdce pri Hrastniku, † 28. junij 2006, Ljubljana.
Agronomijo je študiral na zagrebški Agronomski fakulteti, kjer je 1936 tudi diplomiral. V letih 1943−1945 je sodeloval v narodnoosvobodilni borbi. Po vojni je bil strokovni in vodstveni delavec v jugoslovanskem in slovenskem ministrstvu za kmetijstvo, nato direktor  Mlekoprometa, Semenarne in Kooperative v Ljubljani (1951–1954) in Ljubljanskih mlekarn (1954–1960), namestnik direktorja in strokovni svetnik Kmetijskega inštituta Slovenije (1963–1970). Objavil je preko 200 strokovnih člankov, razprav in referatov o živinoreji, mlekarstvu in uporabi plastičnih materialov v kmetijstvu in prehrani, pa tudi več  monografij, samostojnih publikacij in prevedel praktični priročnik za delo v vrtu.

## Monografije
- Jagode (COBISS)
- Plastične mase v kmetijstvu (COBISS)
- Vrtnarjenje na prostem, pod folijo in steklom (COBISS)